# Calapan
Calapan é uma cidade de terceira classe de renda da cidade na província Oriental Mindoro, nas Filipinas. De acordo com o censo de 1 maio  de  2020 possui uma população de 145 786 pessoas e 35 147 domicílios.